# Alfred Dedreux

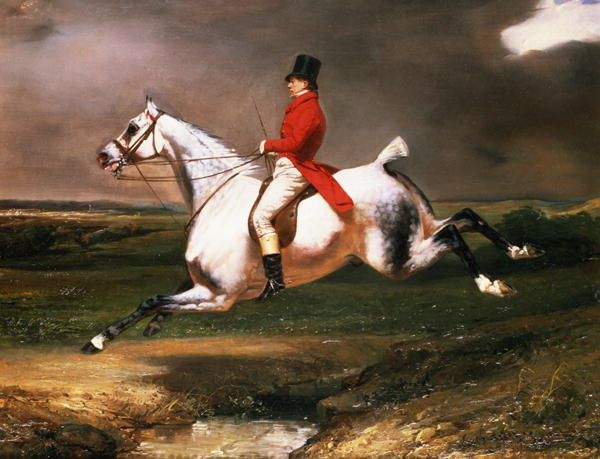
Alfred Dedreux: Der Jäger

Alfred Dedreux (* 23. Mai 1810 in Paris; † 5. März 1860 ebenda; eigentlich Pierre de Dreux) war ein französischer Maler. Der vor allem für seine Pferdedarstellungen bekannte Künstler gehörte zu den erfolgreichen Malern des Pariser Salon in der ersten Hälfte des 19. Jahrhunderts und arbeitete später für den Hof Kaiser Napoléon III.

## Leben
Alfred Dedreux kam als Sohn des Architekten und späteren Prix-de-Rome-Gewinners Pierre-Anne Dedreux 1810 in Paris zur Welt. Neben dem Maler Pierre-Joseph Dedreux, einem Onkel des Künstlers, gehörte auch die Malerin Louise Marie Becq de Fouquières, eine Schwester von Alfred Dedreux, zum künstlerisch talentierten Familienumfeld. 1817 besuchte Alfred Dedreux zusammen mit seiner Mutter und der jüngeren Schwester Thérèse-Elisabeth den in Rom weilenden Vater. Die Familie blieb hier bis 1819 und kehrte anschließend nach Paris zurück.
Neben den malenden Verwandten beeinflusste den jungen Alfred Dedreux vor allem Théodore Géricault, ein enger Freund der Familie. Bereits als Dreizehnjähriger arbeitete Alfred Dedreux an der heute im Louvre befindlichen Zeichnung Un maquignon, die in Teilen auf Géricaults Werk Cheval Cauchois zurückgeht. Géricault malte im Jahre 1818 den jungen Alfred zusammen mit seiner Schwester Élisabeth. Ebenfalls auf Géricault ist auch das heute verschollene Frühwerk Mazeppa zurückzuführen, ein monumentales Ölgemälde welches Dedreux im Alter von 15 Jahren schuf. Die Ausbildung zum Maler erhielt er zunächst bei seinem Onkel und später bei Léon Cogniet.
Nach seiner Ausbildung spezialisierte sich Dedreux überwiegend auf die Darstellung von Pferden. Sein Debüt im Pariser Salon hatte er 1831 mit den Gemälden Cheval sautant un fossé und Intérieur d'écurie. Bis 1859 stellte er regelmäßig Bilder im Salon aus, die dort großen Erfolg hatten. So wurde er dort 1834, 1844 und 1848 mit einer Ehrenmedaille ausgezeichnet. Neben Reiterszenen wie La Course au baiser und Reiterbildnisse wie Le duc d’Orléans, arbeitete er gelegentlich auch an Historienbildern, wie dem 1836 im Salon vorgestellten Martyrium des hl. Hippolyt oder der Bataille de Baugé, die er 1839 im Salon zeigte. Während der Regierungszeit von König Louis Philippe waren von Alfred Dedreux neben Darstellungen englischer Vollblüter auch Motive wie Bulldoggen, Windhunde und Kutschen beim Publikum gefragt.
Nach der Revolution von 1848 hielt sich Dedreux einige Zeit in London auf, wo er mit seinen Malerfreunden Eugène Louis Lami und Pierre Gavarni zusammentraf. Erst 1852, dem Jahr der Krönung Napoléon III. zum französischen Kaiser, kehrte Dedreux nach Paris zurück. Vom Kaiserpaar erhielt er mehrere Aufträge zu Reiterbildnissen. Daneben arbeitete er in dieser Zeit an verschiedenen Bildern mit Motiven des Pferdesports. 1856 erhielt er vom französischen Staat den Auftrag für das Gemälde  Le Combat de cavalerie d’Eupatoria, das heute als verschollen gilt. 1857 wurde er zum Ritter der Ehrenlegion ernannt. Dedreux arbeitete darüber hinaus als Kupferstecher und ließ von einigen seiner Werke Lithografien anfertigen.
Unklar ist die genaue Todesursache des Künstlers. So behauptete der Kunsthistoriker Charles Blanc direkt nach dem Tod des Künstlers, dieser sei bei einem Sturz von Pferd zu Tode gekommen. 1865 nahm Blanc diese Äußerung zurück und sprach nun vom Tod durch ein Duell.

## Werke
- Selbstbildnis, Musée départemental de l’Oise, Beauvais
- Le duc d’Orléans, 1844, Musée des Beaux-Arts, Bordeaux
- Maréchal ferrant, Musée des Beaux-Arts, Brest
- Un chien du duc d’Aumale, 1853, Musée Condé, Chantilly
- Mlle Mosselman dans les jardins des Champs-Elysées, Detroit Institute of Arts, Detroit
- Cheval de course, Musée des Beaux-Arts, Dijon
- Deux cavaliers, Musée des Beaux-Arts, Le Havre
- Zwei stehende Jagdhunde, 1846, Museum der bildenden Künste, Leipzig
- Wilder Hengst im Stall, Museum der bildenden Künste, Leipzig
- Araber zu Pferde, um 1850, Neue Pinakothek, München
- La Bataille de Baugé, 1839, Musée d’Art et d’Histoire, Narbonne
- Jagdszene, Musée Nissim de Camondo, Paris
- Portr. de Monsieur Grisier, Musée Carnavalet, Paris
- Mademoiselle Roche en amazone, Musée de la Comédie français, Paris
- Amazone à Pierrefonds, Musée Hermès, Paris
- Randjiit Sing Baadour, roi de Lahore, 1838, Louvre, Paris
- avaliers et Amazone au bord d’un lac en forêt de Compiègne, Louvre, Paris
- Portrait du comte Alfred de Montgomery, Louvre, Paris
- Etalon arabe, 1846, Louvre, Paris
- Reiterbildnis Napoleon III., Musée de l’Armée, Paris
- Reiterbildnis des Comte d’Aguado, 1853, Musée des Arts Décoratifs, Paris
- L’Ecuyère Kippler, Petit Palais, Paris

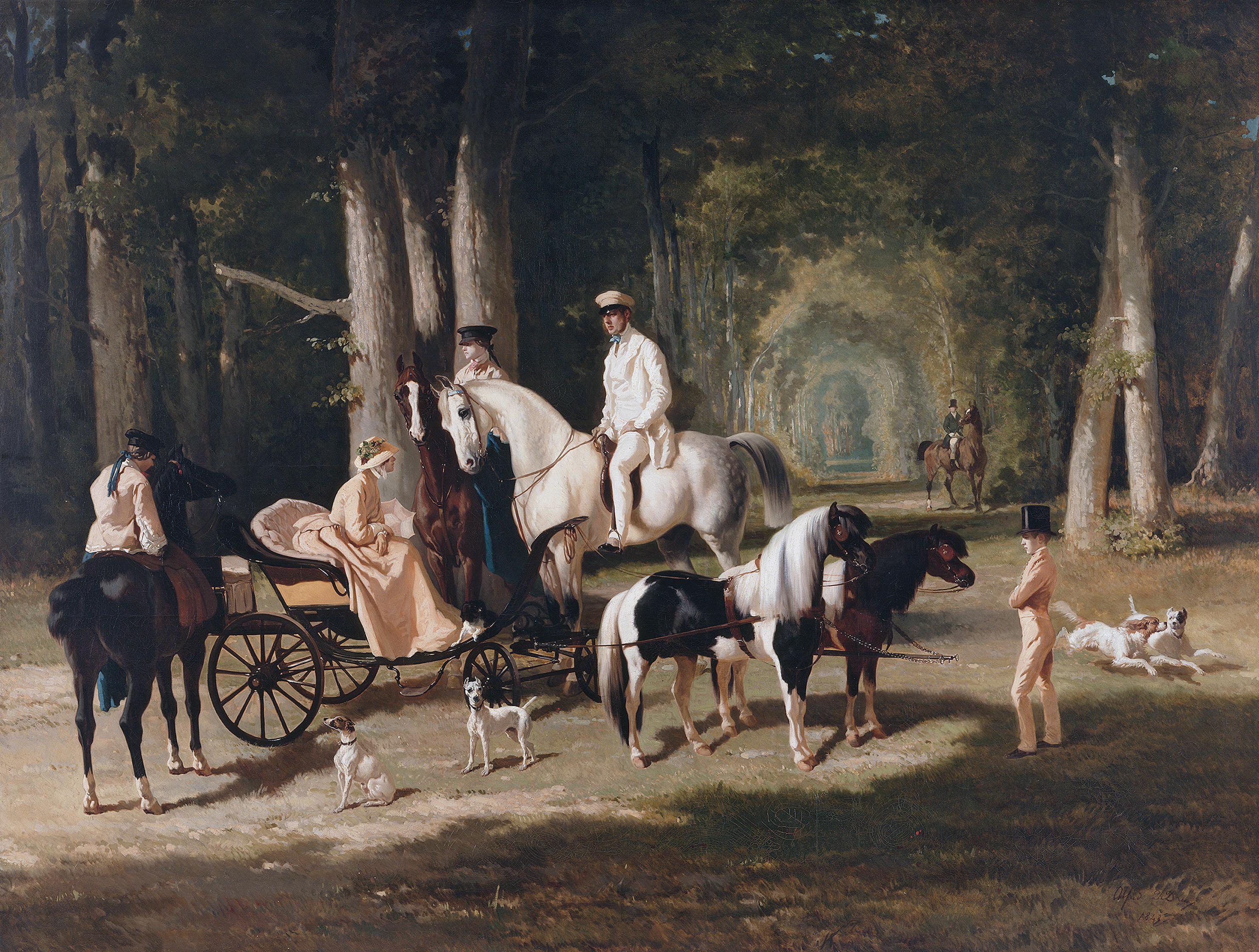
La famille Mosselman

- La famille Mosselman, Petit Palais, Paris
- Promenade en forêt, Musée Francisque Mandet, Riom
- Amazone, Musée des Beaux-Arts, Saint-Lô
- Le comte de Paris et le duc de Chartres dans le parc de Claremont, Château, Versailles
- Etalon effrayé par l’orage, National Gallery of Art, Washington D.C.
- Palefrenier mauresque et son cheval, National Gallery of Art, Washington D.C.
- Ausritt, um 1850, Ermitage, Sankt Petersburg
- Amazone, 1848, Ermitage, Sankt Petersburg
- Mops im Sessel, 1857, Ermitage, Sankt Petersburg

## Galerie

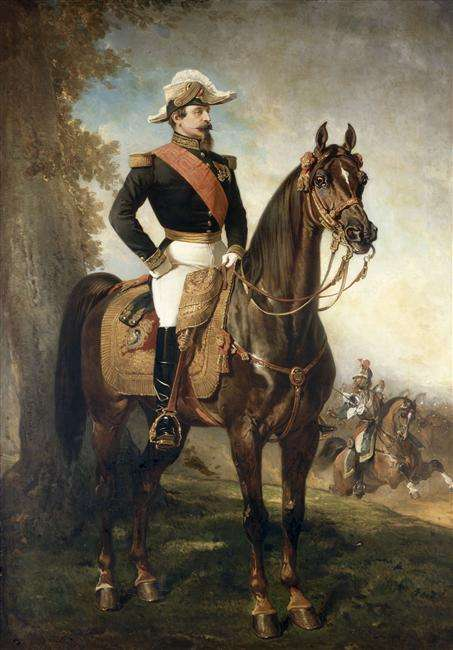
Reiterbildnis Napoléon III.
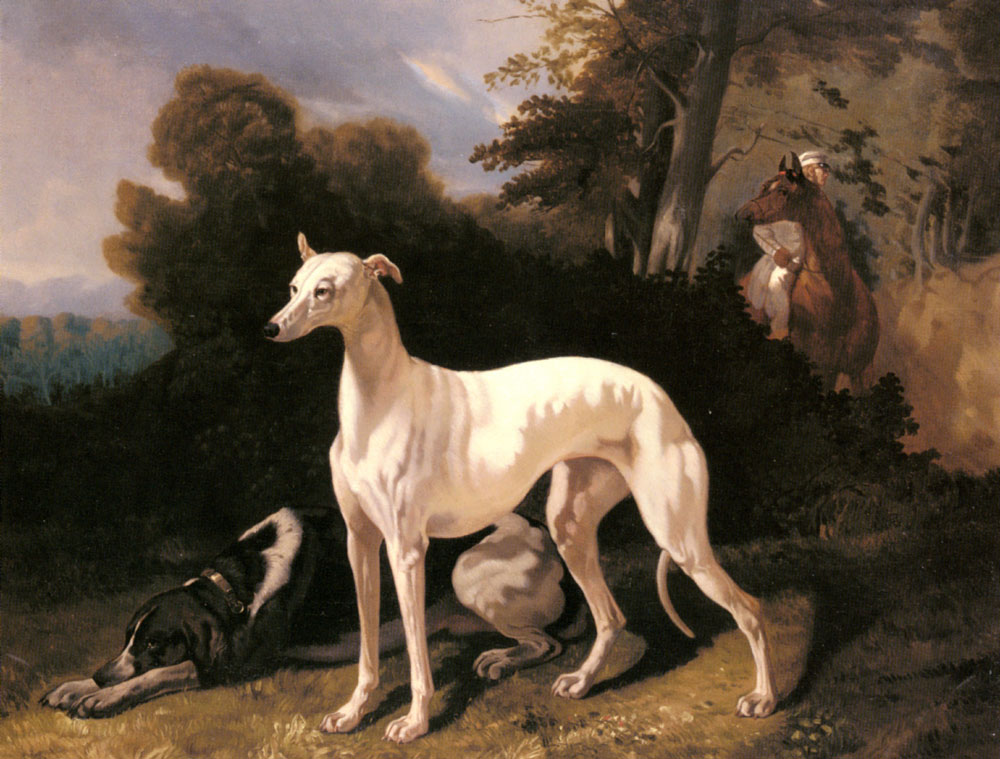
Windhund in weiter Landschaft
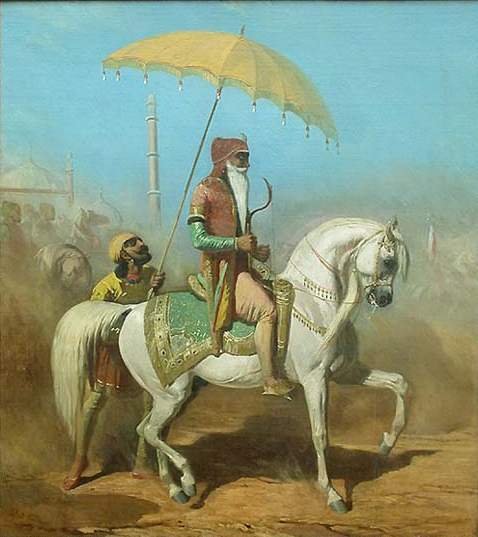
Randjiit Sing Baadour
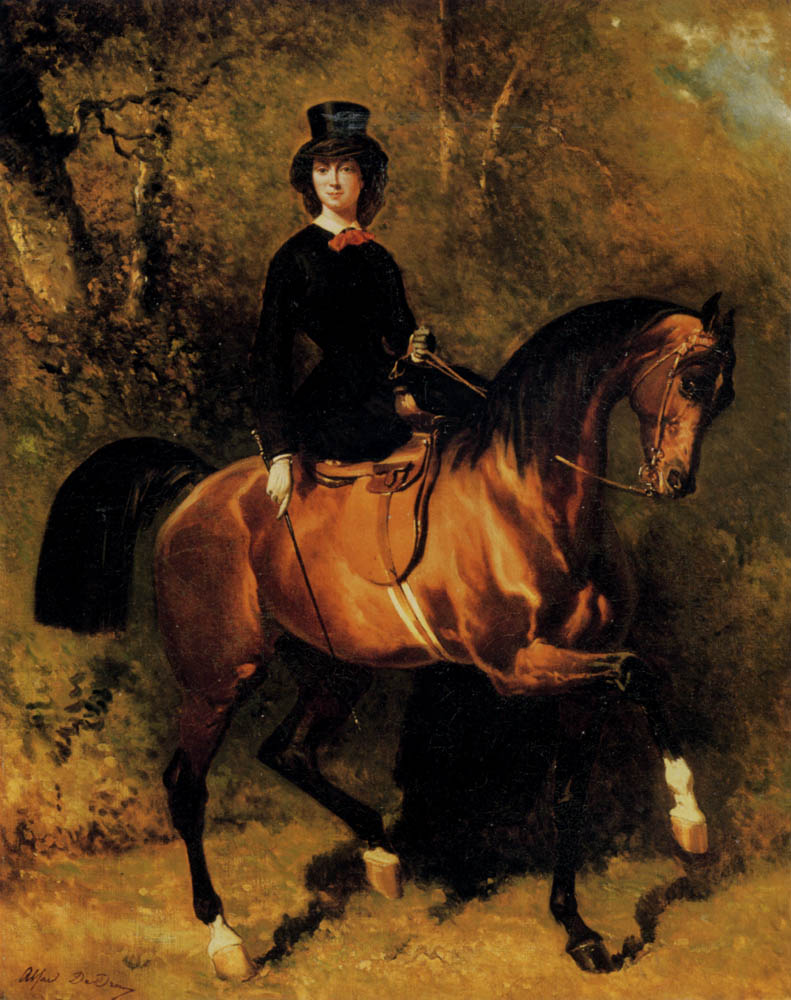
Amazone im Bois de Boulogne